# Жуков, Гервасий Петрович
Гервасий Петрович Жуков (1861—1940) — русский военачальник, генерал-майор.

## Биография
Родился 6 октября (18 октября по новому стилю) 1861 года в станице Карагайской Оренбургской губернии, из потомственных дворян Оренбургского казачьего войска (ОКВ) станицы Магнитной 2-го военного отдела ОКВ.
Окончил станичную школу, затем продолжил образование в Оренбургской Неплюевской военной гимназии (1880). В военную службу вступил 13 августа 1880 года.
Окончил 3-е военное Александровское училище (1882). Выпущен хорунжим (старшинство с 07.08.1882) в 1-й Оренбургский казачий полк. Сотник (ст. 23.11.1882).
В Офицерской стрелковой школе учился с 01.09.1883 по 04.09.1884, которую окончил «успешно» в 1884 году. Служил во 2-м Оренбургском казачьем полку (04.09.1884—30.03.1886).
В Офицерской кавалерийской школе учился с 30.03.1886 по 15.08.1887, которую окончил «успешно» в 1887 году.
Командир сотни 3-го Оренбургского казачьего полка (11.09.1887—30.09.1889). Подъесаул (ст. 26.12.1888). Затем служил в 5-м Оренбургском казачьем полку с оставлением в распоряжении Войскового начальства на должности начальника оружейной мастерской 2-го военного отдела ОКВ, заведующий арсеналом и Верхнеуральской местной командой с 21 марта 1891 года. Исполняющий должность помощника старшего адъютанта управления 2-го военного отдела ОКВ (с 27.08.1893).
Затем был прикомандирован к Оренбургскому казачьему юнкерскому училищу (ОКЮУ) на должность младшего офицера (с 13.03.1895). Есаул (ст. 14.05.1896). Исполняющий должность старшего адъютанта Войскового штаба ОКВ с 6 ноября 1898 года. Командир сотни юнкеров ОКЮУ (26.12.1899—1907). Войсковой старшина (ст. 26.02.1902). Временно исполняющий должность начальника ОКЮУ (с перерывами в 1902, 1903, 1906, 1907, 1908).
Участник русско-японской войны 1904—1905 годов. Полковник (ст. 22.05.1908). Командир отдельного Оренбургского казачьего дивизиона (с 22.05.1908). Командир 3-го Оренбургского казачьего полка, позднее переименованного в Уфимско-Самарский полк, в период с 24.06.1909 по 06.10.1915.
Участник Первой мировой войны, участвовал в боях на территории Австро-Венгрии. Генерал-майор (пр. 22.10.1915; ст. 20.01.1915). Командир 1-й Заамурской казачьей бригады с ноября 1915 года. С 28 февраля 1916 года — командир 2-й бригады 12-й кавалерийской дивизии. С 7 сентября 1917 года — командующий 12-й кавалерийской дивизией.
В резерве чинов Оренбургского военного округа с 1918 года. Участник Белого движения на востоке России. Назначен командиром отдельного Оренбургского казачьего корпуса (Указ Войскового правительства № 281 от 8 октября 1918 года). Командир 1-го отдельного Оренбургского казачьего корпуса до 12 июля 1919 года (УВП № 342 от 26 октября 1918 года). Командир Ташкентской группы Юго-Западной армии с 2 декабря 1918 года. Участвовал в Оренбургской операции (04—06.1919). Исполняющий должность Главного начальника Оренбургского военного округа с 1 июля 1919 года. Затем — в резерве чинов при Ставке ВГК.
Эмигрировал в Китай (через Чугучак) в ноябре 1919 года. Проживал в Ханькоу, где заведовал библиотекой Русского клуба, затем уехал в Шанхай. Здесь являлся председателем Союза офицеров — кавалеров ордена Святого Георгия.
Скончался 14 апреля 1940 года в Шанхае и был похоронен на кладбище Лю-Кавей.
Четверо его сыновей — казачьи офицеры, воевали в Белой армии.
Г. П. Жуков — дядя митрополитаВиктора (Святина).

## Награды
- Награждён орденом Св. Георгия 4-й степени (31 декабря 1915) и Георгиевским оружием (24 февраля 1915).
- Также награждён орденами Св. Станислава 3-й степени (1885); Св. Анны 3-й степени (1887); Св. Станислава 2-й степени (1903); Св. Анны 2-й степени (1906); Св. Владимира 4-й степени (1912); Св. Владимира 3-й степени с мечами (1914); Св. Станислава 1-й степени с мечами; Св. Анны 1-й степени с мечами (1914); мечи и бант к ордену Св. Владимира 4-й степени (1914); мечи к ордену Св. Анны 2-й степени (1915).